# 大阪府立茨木西高等学校
大阪府立茨木西高等学校（おおさかふりつ いばらきにしこうとうがっこう）は、大阪府茨木市紫明園にある公立高等学校。

## 概要
1976年に開校した。全日制普通科を設置している。略称は「茨西」（いばにし）。
国際理解教育に力を入れている。また「人権と進路」を二本柱にした総合学習を実施している。総合学習については、大阪府下のほかの公立高校に先駆けて、学習指導要領で必修となる前の2000年から導入した。
イングリッシュフロンティアハイスクールズG1校に指定されている。

## 沿革
- 1975年3月27日 - 校地の用地買収を完了する。
- 1975年6月4日 - 第1期工事契約を締結する。この日を創立記念日とする。
- 1976年1月1日 - 大阪府立茨木西高等学校を設立する。
- 1976年2月28日 - 竣工。（第1期工事竣工。）
- 1976年4月1日 - 開校。
- 2018年7月 - 通学時の交通安全教育の推進で、内閣総理大臣表彰安全功労者賞を受賞[2][3]。

## 出身者

### 経済
- 矢部美幸 - 実業家、作家、元芸人

### 芸能
- 今井マサキ - シンガー
- 植野行雄  - お笑い芸人（デニス）
- 岡村隆史 - お笑い芸人（ナインティナイン）
- 小寺真理 - 吉本新喜劇
- 鈴木健介 - 俳優
- すっちー - 吉本新喜劇
- 谷麻紗美 - グラビアアイドル
- 徳永えり - 女優
- 柳家一琴 - 落語家
- 矢部浩之 - お笑い芸人（ナインティナイン）
- 山崎静代 - 南海キャンディーズ

### スポーツ
- 大森晃太郎 - プロサッカー選手
- 片山真人 - 元プロサッカー選手
- 寺田紳一 - プロサッカー選手※2年修了時に転校
- 米津美和 - 元女子サッカー選手・サッカー指導者

## 交通
- 大阪モノレール 宇野辺駅 北西へ約1km。
- 東海道本線（JR京都線） 茨木駅 南西へ約1.7km。